# Komturhof Utterode
Der Komturhof Utterode ist ein denkmalgeschützter Vierseithof und Zeugnis des Templerordens im Landkreis Nordhausen in Thüringen.

## Lage
Der einstige Komturhof Utterode liegt am östlichen Rand des Dünwaldes unweit von dessen Übergang zur Hainleite. Östlich erhebt sich der Kattstein (auch Katzenstein; 461 m ü. NN), südöstlich der Kriegsberg (471 m ü. NN), südwestlich die Hohe Eiche (355 m ü. NN) sowie ferner der Herrenberg (373 m ü. NN) und westnordwestlich der Galgenberg (328 m ü. NN) und der Mittelberg (308 m ü. NN). Nach Norden fällt das Gelände in das Wippertal ab. Er gehört heute verwaltungsmäßig zur Gemeinde Sollstedt. Der Hof ist am südwestlichen Rand des Landkreises Nordhausen gelegen und befindet sich etwa zwei Kilometer südlich der Ortslage Sollstedt an der K 38 nach Rehungen bzw. Deuna im Landkreis Eichsfeld. Unmittelbar südlich befindet sich die einstige Bergbausiedlung  Neu-Sollstedt.

## Geschichte
Der Templerorden war in Thüringen mit einer eigenen Niederlassung am Rande der ehemaligen Reichsstadt Nordhausen – genannt Am Hagen – vertreten. Der Templerorden wurde im 13. Jahrhundert durch Schenkungen und Kauf zum Besitzer mehrerer Grundstücke und Orte. Am Rande des Dün bei Bleicherode gehörte auch die Siedlung Guthenrode zu diesen Schenkungen und wurde dank ihrer verkehrsgünstigen Lage als Gründungsort für einen dort zu errichtenden Komturhof ausgewählt. Aus dieser Zeit stammten die im 19. Jahrhundert noch erkennbaren Reste einer romanischen Kapelle.
Mit der ab 1307 beginnenden Verfolgung und Auflösung des Templerordens gelangten auf Veranlassung von Papst Clemens V. die bisher den Templern gehörigen Besitztümer an den Orden der Johanniter – diese waren bereits in Erfurt und Weißensee vertreten.
Die Grafen Dietrich und Heinrich von Hohnstein waren erklärte Unterstützer des Johanniterordens. Sie dienten auch als Vermittler für den Ritterorden, so gelangte mit ihrer Hilfe ein Teil des ehemaligen Templerbesitzes an das Kloster Ilfeld. Ein bedeutender Teil, zu dem auch der burgartig ausgebaute Komturhof gehörte, verblieb bei den Grafen und wurde im 15. Jahrhundert als Lehen an die Familie von Bodenhausen übergeben.
Ende 1816 gelangte das Vorwerk Utterode an den späteren Kreis Grafschaft Hohenstein der preußischen Provinz Sachsen.
Im 19. Jahrhundert befand sich in Utterode eine Oberförsterei. Bis zu seinem Tod 2017 lebte und arbeitete der Künstler Heinz Scharr im Komturhof, welchen er 1975 erwarb und als Wohnhaus und Atelier umbaute.